# Efferia titan
Efferia titan este o specie de muște din genul Efferia, familia Asilidae. A fost descrisă pentru prima dată de Stanley Willard Bromley în anul 1934.
Este endemică în Guyana. Conform Catalogue of Life specia Efferia titan nu are subspecii cunoscute.